# ينغي كندي (ميانة)
ینغي كندي هي قرية في مقاطعة ميانة، إيران. عدد سكان هذه القرية هو 15 في سنة 2006.